# Hôtel de Tonduti de Malijac
L'hôtel de Tonduti (ou Tonduty) de Malijac, ou hôtel Tonduti de Saint-Légier, ou hôtel de Tonduti de l'Escarène est un bâtiment à Avignon, dans le département de Vaucluse.

## Histoire
En 1641, Pierre-François Tonduti (1583-1669), fils de Raymond Tonduti et de Marguerite de Joannis, seigneur de Saint-Légier et de Montserein, docteur en droit de l'Université d'Avignon en 1601, jurisconsulte et astronome, a acheté l'immeuble primitif que possédait Pompée Catalina, colonel de l'infanterie papale. Il a été deux fois primicier de l'Université d'Avignon en 1642 et 1662, auditeur général de la Légation en 1658, et comte palatin. Il a été nommé chevalier de Saint-Michel en 1666. Il a été le correspondant de Peiresc et de Gassendi. Il a écrit trois ouvrages de droit. Il a été l'élève de Père Athanasius Kircher quand ce dernier s'est réfugié au collège des Jésuites d'Avignon. Avec Pierre Gassendi, il a travaillé à déterminer les différences de longitudes entre Paris, Digne et Avignon prise à la tour du collège. Il a déterminé en 1634 la latitude d'Avignon en utilisant la même méthode que celle utilisée par Pythéas pour Marseille.
Pierre-François Tonduti a fait reconstruire l'hôtel acquis auprès de Pompée Catalina par un architecte dont aucun document n'a conservé le nom. Nicolas Mignard a décoré le grand salon du premier étage en 1658-1659 avec une suite de peintures sur la Vie d'Apollon,. Nicolas Mignard s'est inspiré des toiles d'Avignon pour peindre sur le même thème pour le roi au palais des Tuileries et au palais de Versailles.
L'hôtel est resté à la famille Tonduti jusqu'à la fin XVIIIe siècle. Il a été partiellement loué à Joseph-Alphonse de Véri qui y est mort. En 1802, il est devenu la propriété des Tonduti de L'Escarène. Ces derniers habitant Nice, ils l'ont loué. Le premier étage a été occupé par un cercle royaliste pendant le Premier Empire et un cercle du Commerce, entre 1830 et 1862, avant d'être partagé en logements particuliers. Le général Maccarani, héritier des Tonduti, a vendu l'hôtel en 1881 docteur Achille Isnard.  Afin de payer l'achat de l'hôtel, le nouveau propriétaire a vendu la suite de 20 tableaux qui ornait le grand salon, pour le prix de 35 000 francs à Jean-Baptiste Mignon qui les a remontées dans son château de Valmate (aussi écrit Walmath), en Haute-Vienne. En 1955, dix de ces toiles ont été vendues. Certaines ont été achetées par le musée Calvet en 1962. Les neuf toiles du cycle d'Apollon ont été arrachées en 1977 et très détériorées[réf. souhaitée].

## Protection
Les façades et les toitures sur les rues et sur la cour ainsi que l'escalier intérieur avec sa rampe en fer forgé ont été inscrits au titre des monuments historiques le 10 février 1983.